# زيت الورد

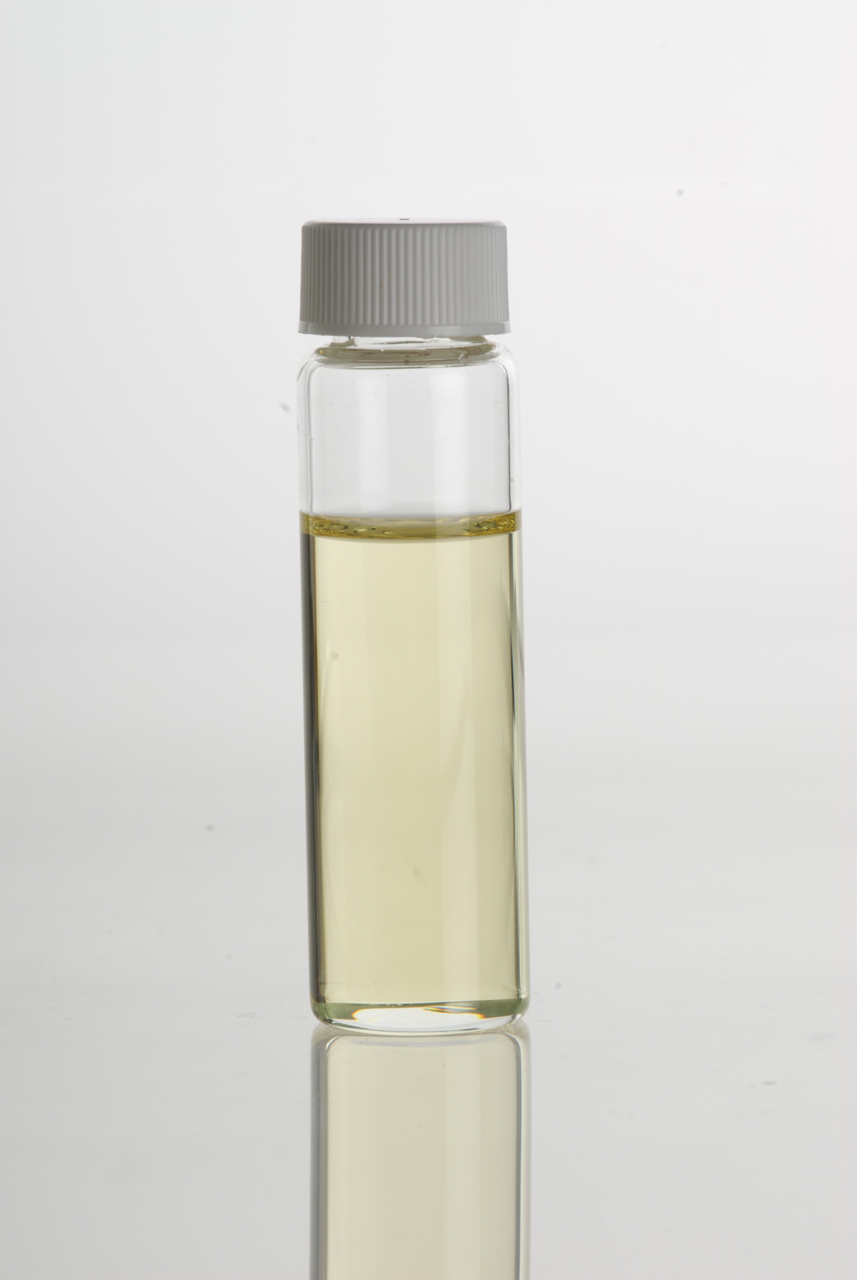
مستخلص عطر الورد في عبوة زجاجية.

زيت الورد هو زيت عطري يستخلص من بتلات عدة أنواع من الورود.
تجرى عمليات الاستخلاص لزيت Rose ottos بواسطة التقطير بالبخار؛ في حين أن زيت rose absolutes يستخلص بالمذيبات العضوية، وهذا الأسلوب هو المستخدم في صناعة العطور.
يستحصل في الوقت الحالي على زيت الورد بشكل رئيسي من نوعين من الورود، هما:
- الورد الجوري (الورد الدمشقي Rosa × damascena)
- الورد المئوي Rosa × centifolia